# بطولة أمم أوروبا تحت 19 سنة
بطولة أوروبا لكرة القدم للشباب هي عبارة عن بطولة تنظم كل عامين من قبل الاتحاد الأوروبي لكرة القدم. البطولة أقيمت للمرة الأولى عام 1948. وهي مثابت تصفيات لكأس العالم للشباب تحت 20 سنة.

## النتائج

### بطولة اتحاد كرة القدم للشباب (1948–1954)
| العام | المضيف          | النهائي      | النهائي                                        | النهائي           | مباراة المركز الثالث | مباراة المركز الثالث                           | مباراة المركز الثالث |
| العام | المضيف          | البطل        | النتيجة                                        | الوصيف            | الثالث               | النتيجة                                        | الرابع               |
| ----- | --------------- | ------------ | ---------------------------------------------- | ----------------- | -------------------- | ---------------------------------------------- | -------------------- |
| 1948  | إنجلترا         | · إنجلترا    | 3–2                                            | · هولندا          | · بلجيكا             | 3–1                                            | · إيطاليا            |
| 1949  | هولندا          | · فرنسا      | 4–1                                            | · هولندا          | · بلجيكا             | 5–0                                            | · أيرلندا            |
| 1950  | النمسا          | · النمسا     | 3–2                                            | · فرنسا           | · هولندا             | 6–0                                            | · لوكسمبورغ          |
| 1951  | فرنسا           | · يوغوسلافيا | 3–2                                            | · النمسا          | · بلجيكا             | 1–0                                            | · أيرلندا الشمالية   |
| 1952  | إسبانيا         | · إسبانيا    | 0–0 (ب.و.إ.) إسبانيا فازت عن طريق فارق الأهداف | · بلجيكا          | · النمسا             | 5–5 فازت النمسا عن طريق تقليب العملة "ضربة حظ" | · إنجلترا            |
| 1953  | بلجيكا          | · المجر      | 2–0                                            | · يوغوسلافيا      | · تركيا              | 3–2                                            | · إسبانيا            |
| 1954  | ألمانيا الغربية | · إسبانيا    | 2–2 (ب.و.إ.) إسبانيا فازت عن طريق فارق الأهداف | · ألمانيا الغربية | · الأرجنتين          | 1–0                                            | · تركيا              |

### بطولة أمم أوروبا للشباب (1955–1980)
| العام | المضيف          | النهائي                                                | النهائي                                                | النهائي                                                | مباراة المركز الثالث                                   | مباراة المركز الثالث                                   | مباراة المركز الثالث                                   |
| العام | المضيف          | البطل                                                  | النتيجة                                                | الوصيف                                                 | الثالث                                                 | النتيجة                                                | الرابع                                                 |
| ----- | --------------- | ------------------------------------------------------ | ------------------------------------------------------ | ------------------------------------------------------ | ------------------------------------------------------ | ------------------------------------------------------ | ------------------------------------------------------ |
| 1955  | إيطاليا         | لعبت مباريات المجموعات فقط ولم يتم الإعلان عن أي فائز. | لعبت مباريات المجموعات فقط ولم يتم الإعلان عن أي فائز. | لعبت مباريات المجموعات فقط ولم يتم الإعلان عن أي فائز. | لعبت مباريات المجموعات فقط ولم يتم الإعلان عن أي فائز. | لعبت مباريات المجموعات فقط ولم يتم الإعلان عن أي فائز. | لعبت مباريات المجموعات فقط ولم يتم الإعلان عن أي فائز. |
| 1956  | هنغاريا         | لعبت مباريات المجموعات فقط ولم يتم الإعلان عن أي فائز. | لعبت مباريات المجموعات فقط ولم يتم الإعلان عن أي فائز. | لعبت مباريات المجموعات فقط ولم يتم الإعلان عن أي فائز. | لعبت مباريات المجموعات فقط ولم يتم الإعلان عن أي فائز. | لعبت مباريات المجموعات فقط ولم يتم الإعلان عن أي فائز. | لعبت مباريات المجموعات فقط ولم يتم الإعلان عن أي فائز. |
| 1957  | إسبانيا         | · النمسا                                               | 3–2                                                    | · إسبانيا                                              | فرنسا إيطاليا                                          | 0–0                                                    | المركز مشترك                                           |
| 1958  | لوكسمبورغ       | · إيطاليا                                              | 1–0                                                    | · إنجلترا                                              | · فرنسا                                                | 3–0                                                    | · رومانيا                                              |
| 1959  | بلغاريا         | · بلغاريا                                              | 1–0                                                    | · إيطاليا                                              | · المجر                                                | 6–1                                                    | · ألمانيا الشرقية                                      |
| 1960  | النمسا          | · المجر                                                | 2–1                                                    | · رومانيا                                              | · البرتغال                                             | 2–1                                                    | · النمسا                                               |
| 1961  | البرتغال        | · البرتغال                                             | 4–0                                                    | · بولندا                                               | · ألمانيا الغربية                                      | 2–1                                                    | · إسبانيا                                              |
| 1962  | رومانيا         | · رومانيا                                              | 4–1                                                    | · يوغوسلافيا                                           | · تشيكوسلوفاكيا                                        | 1–1 فازت تشيكوسلوفاكيا عن طريق تقليب العملة "ضربة حظ"  | · تركيا                                                |
| 1963  | إنجلترا         | · إنجلترا                                              | 4–0                                                    | · أيرلندا الشمالية                                     | · إسكتلندا                                             | 4–2                                                    | · بلغاريا                                              |
| 1964  | هولندا          | · إنجلترا                                              | 4–0                                                    | · إسبانيا                                              | · البرتغال                                             | 3–2                                                    | · إسكتلندا                                             |
| 1965  | ألمانيا الغربية | · ألمانيا الشرقية                                      | 3–2                                                    | · إنجلترا                                              | · تشيكوسلوفاكيا                                        | 4–1                                                    | · إيطاليا                                              |
| 1966  | يوغسلافيا       | إيطاليا الاتحاد السوفيتي                               | 0–0                                                    | لقب مشترك                                              | · يوغوسلافيا                                           | 2–0                                                    | · إسبانيا                                              |
| 1967  | تركيا           | · الاتحاد السوفيتي                                     | 1–0                                                    | · إنجلترا                                              | · تركيا                                                | 1–1 فازت تركيا عن طريق تقليب العملة "ضربة حظ"          | · فرنسا                                                |
| 1968  | فرنسا           | · تشيكوسلوفاكيا                                        | 2–1                                                    | · فرنسا                                                | · البرتغال                                             | 4–2                                                    | · بلغاريا                                              |
| 1969  | ألمانيا الغربية | · بلغاريا                                              | 1–1 فازت بلغاريا عن طريق تقليب العملة "ضربة حظ"        | · ألمانيا الشرقية                                      | · الاتحاد السوفيتي                                     | 1–0                                                    | · إسكتلندا                                             |
| 1970  | اسكتلندا        | · ألمانيا الشرقية                                      | 1–1 فازت ألمانيا عن طريق تقليب العملة "ضربة حظ"        | · هولندا                                               | · إسكتلندا                                             | 2–0                                                    | · فرنسا                                                |
| 1971  | تشيكوسلوفاكيا   | · إنجلترا                                              | 3–0                                                    | · البرتغال                                             | · ألمانيا الشرقية                                      | 1–15–3 (ض.ج)                                           | · الاتحاد السوفيتي                                     |
| 1972  | إسبانيا         | · إنجلترا                                              | 2–0                                                    | · ألمانيا الغربية                                      | · بولندا                                               | 0–06–5 (ض.ج)                                           | · إسبانيا                                              |
| 1973  | إيطاليا         | · إنجلترا                                              | 3–2(ب.و.إ.)                                            | · ألمانيا الشرقية                                      | · إيطاليا                                              | 1–0                                                    | · بلغاريا                                              |
| 1974  | السويد          | · بلغاريا                                              | 1–0                                                    | · يوغوسلافيا                                           | · إسكتلندا                                             | 1–0                                                    | · اليونان                                              |
| 1975  | سويسرا          | · إنجلترا                                              | 1–0(هـ.ذ)                                              | · فنلندا                                               | · المجر                                                | (p) 2–2                                                | · تركيا                                                |
| 1976  | هنغاريا         | · الاتحاد السوفيتي                                     | 1–0                                                    | · المجر                                                | · إسبانيا                                              | 3–0                                                    | · فرنسا                                                |
| 1977  | بلجيكا          | · بلجيكا                                               | 2–1                                                    | · بلغاريا                                              | · الاتحاد السوفيتي                                     | 7–2                                                    | · ألمانيا الغربية                                      |
| 1978  | بولندا          | · الاتحاد السوفيتي                                     | 3–0                                                    | · يوغوسلافيا                                           | · بولندا                                               | 3–1                                                    | · إسكتلندا                                             |
| 1978  | النمسا          | · يوغوسلافيا                                           | 1–0                                                    | · بلغاريا                                              | · إنجلترا                                              | 0–04–3 (ض.ج)                                           | · فرنسا                                                |
| 1980  | ألمانيا الغربية | · إنجلترا                                              | 2–1                                                    | · بولندا                                               | · إيطاليا                                              | 3–0                                                    | · هولندا                                               |

### بطولة أمم أوروبا تحت 18 سنة (1981–2001)
| العام | المضيف           | النهائي            | النهائي      | النهائي            | مباراة المركز الثالث | مباراة المركز الثالث | مباراة المركز الثالث |
| العام | المضيف           | البطل              | النتيجة      | الوصيف             | الثالث               | النتيجة              | الرابع               |
| ----- | ---------------- | ------------------ | ------------ | ------------------ | -------------------- | -------------------- | -------------------- |
| 1981  | ألمانيا الغربية  | · ألمانيا الغربية  | 1–0          | · بولندا           | · فرنسا              | 1–12–0 (ض.ج)         | · إسبانيا            |
| 1982  | فنلندا           | · إسكتلندا         | 3–1          | · تشيكوسلوفاكيا    | · الاتحاد السوفيتي   | 3–1                  | · بولندا             |
| 1983  | إنجلترا          | · فرنسا            | 1–0          | · تشيكوسلوفاكيا    | · إنجلترا            | 1–14–2 (ض.ج)         | · إيطاليا            |
| 1984  | الاتحاد السوفيتي | · المجر            | 0–03–2 (ض.ج) | · الاتحاد السوفيتي | · بولندا             | 2–1                  | · جمهورية أيرلندا    |
| 1986  | يوغسلافيا        | · ألمانيا الشرقية  | 3–1          | · إيطاليا          | · ألمانيا الغربية    | 1–0                  | · إسكتلندا           |
| 1988  | تشيكوسلوفاكيا    | · الاتحاد السوفيتي | 3–1(ب.و.إ.)  | · البرتغال         | · ألمانيا الشرقية    | 2–0                  | · إسبانيا            |
| 1990  | هنغاريا          | · الاتحاد السوفيتي | 0–04–2 (ض.ج) | · البرتغال         | · إسبانيا            | 1–0                  | · إنجلترا            |
| 1992  | ألمانيا          | · تركيا            | 2–1(هـ.ذ)    | · البرتغال         | · النرويج            | 1–18–7 (ض.ج)         | · إنجلترا            |
| 1993  | إنجلترا          | · إنجلترا          | 1–0          | · تركيا            | · إسبانيا            | 2–1                  | · البرتغال           |
| 1994  | إسبانيا          | · البرتغال         | 1–14–1 (ض.ج) | · ألمانيا          | · إسبانيا            | 5–2                  | · هولندا             |
| 1995  | اليونان          | · إسبانيا          | 4–1          | · إيطاليا          | · اليونان            | 5–0                  | · هولندا             |
| 1996  | فرنسا            | · فرنسا            | 1–0          | · إسبانيا          | · إنجلترا            | 3–2(ب.و.إ.)          | · بلجيكا             |
| 1997  | أيسلندا          | · فرنسا            | 1–0(هـ.ذ)    | · البرتغال         | · إسبانيا            | 2–1                  | · جمهورية أيرلندا    |
| 1998  | قبرص             | · جمهورية أيرلندا  | 1–14–3 (ض.ج) | · ألمانيا          | · كرواتيا            | 0–05–4 (ض.ج)         | · البرتغال           |
| 1999  | السويد           | · البرتغال         | 1–0          | · إيطاليا          | · جمهورية أيرلندا    | 1–0                  | · اليونان            |
| 2000  | ألمانيا          | · فرنسا            | 1–0          | · أوكرانيا         | · ألمانيا            | 3–1                  | · جمهورية التشيك     |
| 2001  | فنلندا           | · بولندا           | 3–1          | · جمهورية التشيك   | · إسبانيا            | 6–2                  | · يوغوسلافيا         |

### بطولة أمم أوروبا تحت 19 سنة (منذ 2002)
| السنة       | المضيف           | النهائي    | النهائي     | النهائي          | المنتخبات التي خرجت من نصف النهائي (أو مباراة المركز الثالث) | المنتخبات التي خرجت من نصف النهائي (أو مباراة المركز الثالث) | المنتخبات التي خرجت من نصف النهائي (أو مباراة المركز الثالث) |  |
| السنة       | المضيف           | البطل      | النتيجة     | الوصيف           | الثالث                                                       | النتيجة                                                      | الرابع                                                       |  |
| ----------- | ---------------- | ---------- | ----------- | ---------------- | ------------------------------------------------------------ | ------------------------------------------------------------ | ------------------------------------------------------------ |  |
| 2002        | النرويج          | · إسبانيا  | 1–0         | · ألمانيا        | · سلوفاكيا                                                   | 2–1                                                          | · جمهورية أيرلندا                                            |  |
| 2003        | ليختنشتاين       | · إيطاليا  | 2–0         | · البرتغال       | النمسا و التشيك                                              | النمسا و التشيك                                              | النمسا و التشيك                                              |  |
| 2004        | سويسرا           | · إسبانيا  | 1–0         | · تركيا          | أوكرانيا و سويسرا                                            | أوكرانيا و سويسرا                                            | أوكرانيا و سويسرا                                            |  |
| 2005        | أيرلندا الشمالية | · فرنسا    | 3–1         | · إنجلترا        | صربيا والجبل الأسود و ألمانيا                                | صربيا والجبل الأسود و ألمانيا                                | صربيا والجبل الأسود و ألمانيا                                |  |
| 2006        | بولندا           | · إسبانيا  | 2–1         | · إسكتلندا       | النمسا و التشيك                                              | النمسا و التشيك                                              | النمسا و التشيك                                              |  |
| 2007        | النمسا           | · إسبانيا  | 1–0         | · اليونان        | فرنسا و ألمانيا                                              | فرنسا و ألمانيا                                              | فرنسا و ألمانيا                                              |  |
| 2008        | جمهورية التشيك   | · ألمانيا  | 3–1         | · إيطاليا        | هنغاريا و التشيك                                             | هنغاريا و التشيك                                             | هنغاريا و التشيك                                             |  |
| 2009        | أوكرانيا         | · أوكرانيا | 2–0         | · إنجلترا        | صربيا و فرنسا                                                | صربيا و فرنسا                                                | صربيا و فرنسا                                                |  |
| 2010        | فرنسا            | · فرنسا    | 2–1         | · إسبانيا        | إنجلترا و كرواتيا                                            | إنجلترا و كرواتيا                                            | إنجلترا و كرواتيا                                            |  |
| 2011 تفاصيل | رومانيا          | · إسبانيا  | 3–2(ب.و.إ.) | · جمهورية التشيك | صربيا و جمهورية أيرلندا                                      | صربيا و جمهورية أيرلندا                                      | صربيا و جمهورية أيرلندا                                      |  |
| 2012 تفاصيل | إستونيا          | · إسبانيا  | 1–0         | · اليونان        | فرنسا و إنجلترا                                              | فرنسا و إنجلترا                                              | فرنسا و إنجلترا                                              |  |
| 2013 تفاصيل | ليتوانيا         | · صربيا    | 1–0         | · فرنسا          | البرتغال و إسبانيا                                           | البرتغال و إسبانيا                                           | البرتغال و إسبانيا                                           |  |
| 2014        | المجر            | · ألمانيا  | 1–0         | · البرتغال       | صربيا و النمسا                                               | صربيا و النمسا                                               | صربيا و النمسا                                               |  |
| 2015        | اليونان          | · إسبانيا  | 2–0         | · روسيا          | اليونان و فرنسا                                              | اليونان و فرنسا                                              | اليونان و فرنسا                                              |  |
| 2016        | ألمانيا          | · فرنسا    | 4–0         | · إيطاليا        | إنجلترا و البرتغال                                           | إنجلترا و البرتغال                                           | إنجلترا و البرتغال                                           |  |
| 2017        | جورجيا           | · إنجلترا  | 2–1         | · البرتغال       | التشيك و هولندا                                              | التشيك و هولندا                                              | التشيك و هولندا                                              |  |
| 2018        | فنلندا           | البرتغال   | 4_3         | · إيطاليا        |                                                              |                                                              |                                                              |  |
| 2019        | أرمينيا          | إسبانيا    | 2_1         | البرتغال         |                                                              |                                                              |                                                              |  |
| 2022        | سلوفاكيا         | انجلترا    | 3_1         | إسرائيل          |                                                              |                                                              |                                                              |  |

## الإحصائيات

### الفائزين حسب البلد
| بطولة أمم أوروبا للشباب |                                                                 |                                                    |                              |
| الفرق                   | الألقاب                                                         | الوصيف                                             | المركز الثالث أو نصف النهائي |
| إنجلترا                 | 10 (1948, 1963, 1964, 1971, 1972, 1973, 1975, 1980, 1993, 2017) | 5 (1958, 1965, 1967, 2005, 2009)                   | 6                            |
| إسبانيا                 | 10 (1952, 1954, 1995, 2002, 2004, 2006, 2007, 2011, 2012, 2015) | 4 (1957, 1964, 1996, 2010)                         | 7                            |
| فرنسا                   | 8 (1949, 1983, 1996, 1997, 2000, 2005, 2010, 2016)              | 3 (1950, 1968, 2013)                               | 7                            |
| ألمانيا                 | 6 (1965, 1970, 1981, 1986, 2008, 2014)                          | 7 (1954, 1969, 1972, 1973, 1994, 1998, 2002)       | 7                            |
| روسيا                   | 6 (1966, 1967, 1976, 1978, 1988, 1990)                          | 2 (1984, 2015)                                     | 3                            |
| البرتغال                | 3 (1961, 1994, 1999)                                            | 8 (1971, 1988, 1990, 1992, 1997, 2003, 2014, 2017) | 5                            |
| إيطاليا                 | 3 (1958, 1966, 2003)                                            | 6 (1959, 1986, 1995, 1999, 2008, 2016)             | 3                            |
| صربيا                   | 3 (1951, 1979, 2013)                                            | 4 (1953, 1962, 1974, 1978)                         | 5                            |
| بلغاريا                 | 3 (1959, 1969, 1974)                                            | 2 (1977, 1979)                                     | –                            |
| المجر                   | 3 (1953, 1960, 1984)                                            | 1 (1976)                                           | 3                            |
| النمسا                  | 2 (1950, 1957)                                                  | 1 (1951)                                           | 4                            |
| جمهورية التشيك          | 1 (1968)                                                        | 4 (1982, 1983, 2001, 2011)                         | 6                            |
| بولندا                  | 1 (2001)                                                        | 3 (1961, 1980, 1981)                               | 3                            |
| تركيا                   | 1 (1992)                                                        | 2 (1993, 2004)                                     | 2                            |
| بلجيكا                  | 1 (1977)                                                        | 1 (1952)                                           | 3                            |
| رومانيا                 | 1 (1962)                                                        | 1 (1960)                                           | –                            |
| إسكتلندا                | 1 (1982)                                                        | 1 (2006)                                           | 3                            |
| أوكرانيا                | 1 (2009)                                                        | 1 (2000)                                           | 1                            |
| جمهورية أيرلندا         | 1 (1998)                                                        | –                                                  | 2                            |
| هولندا                  | –                                                               | 3 (1948, 1949, 1970)                               | 2                            |
| اليونان                 | –                                                               | 2 (2007, 2012)                                     | 2                            |
| فنلندا                  | –                                                               | 1 (1975)                                           | –                            |
| أيرلندا الشمالية        | –                                                               | 1 (1963)                                           | –                            |
| كرواتيا                 | –                                                               | –                                                  | 2                            |
| سويسرا                  | –                                                               | –                                                  | 1                            |
| النرويج                 | –                                                               | –                                                  | 1                            |
| سلوفاكيا                | –                                                               | –                                                  | 1                            |

ملاحظة: في عام 1966 تشارك باللقب منتخبي  إيطاليا و  الاتحاد السوفيتي.

## الجوائز

### جائزة أفضل لاعب
تمنح جائزة أفضل لاعب للاعب الأكثر تميزا خلال البطولة.
| بطولة أوروبا          | أفضل لاعب                 | مراجع  |
| --------------------- | ------------------------- | ------ |
| النرويج 2002          | فرناندو توريس             | [ 1 ]  |
| ليختنشتاين 2003       | ألبيرتو أكويلاني          | [ 2 ]  |
| سويسرا 2004           | خوانفران                  | [ 3 ]  |
| أيرلندا الشمالية 2005 | ألبيرتو بوينو             | [ 4 ]  |
| بولندا 2006           | ألبيرتو بوينو             | [ 5 ]  |
| النمسا 2007           | لارس بيندر                | [ 6 ]  |
| التشيك 20081          | لارس بيندر أليكس فرنانديز | [ 7 ]  |
| أوكرانيا 2009         | كيريلو بيتروف             | [ 8 ]  |
| فرنسا 2010            | غايل كاكوتا               | [ 9 ]  |
| رومانيا 2011          | أليكس فرنانديز            | [ 10 ] |
| إستونيا 2012          | جيرارد دولوفيو            | [ 11 ] |
| ليتوانيا 2013         | ألكساندر ميتروفيتش        | [ 12 ] |
| المجر 2014            | دافي سيلكي                | [ 13 ] |
| اليونان 2015          | ماركو أسينسيو             | [ 14 ] |
| ألمانيا 2016          | جان كيفن أوغستين          | [ 15 ] |
| جورجيا 2017           | يحدد لاحقا.               |        |

1 مشترك.

### أفضل هداف
يتم منح جائزة أفضل هداف للاعب الذي يسجل أكبر عدد من الأهداف خلال البطولة.
| بطولة أوروبا          | أفضل هداف                                            | الأهداف |
| --------------------- | ---------------------------------------------------- | ------- |
| النرويج 2002          | فرناندو توريس                                        | 4       |
| ليختنشتاين 2003       | باولو سيرجيو                                         | 5       |
| سويسرا 2004           | علي أوزتورك ووكاش بيشتشيك                            | 4       |
| أيرلندا الشمالية 2005 | بوركو فيسيلينوفيتش                                   | 5       |
| بولندا 2006           | ألبيرتو بوينو إيهان بارلاك                           | 5       |
| النمسا 2007           | أنس بن حتيرا كونستانتينوس ميتروغلو كيفين مونيه-باكيه | 3       |
| التشيك 20081          | توماش نتسيد                                          | 4       |
| أوكرانيا 2009         | ناثان ديلفونيسو                                      | 4       |
| فرنسا 2010            | دانييل باتشيكو                                       | 4       |
| رومانيا 2011          | ألفارو موراتا                                        | 6       |
| إستونيا 2012          | خيسي                                                 | 5       |
| ليتوانيا 2013         | غراتاس سيرجيداس أنس أشهبار الكسندر غيدس              | 3       |
| المجر 2014            | دافي سيلكي                                           | 6       |
| اليونان 2015          | بورخا مايورال                                        | 3       |
| ألمانيا 2016          | جان كيفن أوغستين                                     | 6       |
| جورجيا 2017           | بن بريريتون ريان سيسيغنون جويل بيرو فيكتور جيوكيرز   | 3       |